# بخش‌های دپارتمان پیئرنه-آتلانتیک
بخش‌های دپارتمان پیئرنه-آتلانتیک (انگلیسی: Arrondissements of the Pyrénées-Atlantiques department) شامل ۳ بخش به شرح زیر است:
1. بخش بیون با ۱۲۲ کمون (فرانسه) و جمعیت ۲۸۵ هزار نفر در سال ۲۰۱۳ می‌باشد.
2. بخش اولورون-سنت-ماری با ۱۵۵ کمون (فرانسه) و جمعیت ۷۴ هزار نفر در سال ۲۰۱۳ می‌باشد.
3. بخش پو با ۲۶۹ کمون (فرانسه) و جمعیت ۳۰۳ هزار نفر در سال ۲۰۱۳ می‌باشد.